# Betty Cuthbert
Elizabeth Betty Cuthbert, avstralska atletinja, * 20. april 1938, Sydney, Novi Južni Wales, Avstralija, † 6. avgust 2017, Zahodna Avstralija.
Leta 2012 je bil sprejeta v novoustanovljeni Mednarodni atletski hram slavnih, kot ena izmed prvih štiriindvajsetih atletov.